# لسلی بروکس
لسلی بروکس (انگلیسی: Leslie Brooks؛ ۱۳ ژوئیهٔ ۱۹۲۲ – ۱ ژوئیهٔ ۲۰۱۱) یک هنرپیشه اهل ایالات متحده آمریکا بود.
از فیلم‌ها یا برنامه‌های تلویزیونی که وی در آن نقش داشته است می‌توان به دختر مدل اشاره کرد.